# Punomys lemminus
Punomys lemminus es una especie de roedor de la familia Cricetidae.

## Distribución geográfica
Se encuentra en principalmente Perú, pero se ha citado un espécimen en Chile atribuido a esta especie.